# Бон-Андре Жанно де Монсей
Бон-Андре Жанно де Монсей (фр. Bon-Adrien Jeannot de Moncey; 31 липня 1754, Монсе — 20 квітня 1842, Париж) — французький військовий діяч часів Першої імперії, маршал, пер Франції.

## Життєпис

### Молоді роки
Народився у родинному маєтку, неподалік від Парижа. Був сином Франсуа-Антуана Жанно, адвоката Безансона, який бажав аби син успадкував його справу. Втім Бон-Андре обрав кар'єру військового.
У 1769 році поступає рядовим до Шампанського полку, а вже у 1770 році стає сержантом у полку Конті. У 1773 році він йде у відставку й займається вивченням права. Проте вже у 1774 році знову повертається до королівського війська, поступає до гвардійської кавалерії (жандармерії) принца Люневіля. У 1778 році стає молодшим лейтенантом у легіоні добровольців Нассау-Зіген, у 1782 — другим лейтенантом, а у 1785 році — старшим лейтенантом.

### На службі Республіки
Жанно підтримав Французьку революцію 1789 року. У 1791 році він отримує звання капітана та командування 5 батальйоном легкої піхоти. У 1792 році, у зв'язку з іноземною інтервенцією, його батальйон спрямовують до Піренейської армії. Тут він воював проти іспанської армії на чолі із генералом Педро Каро.

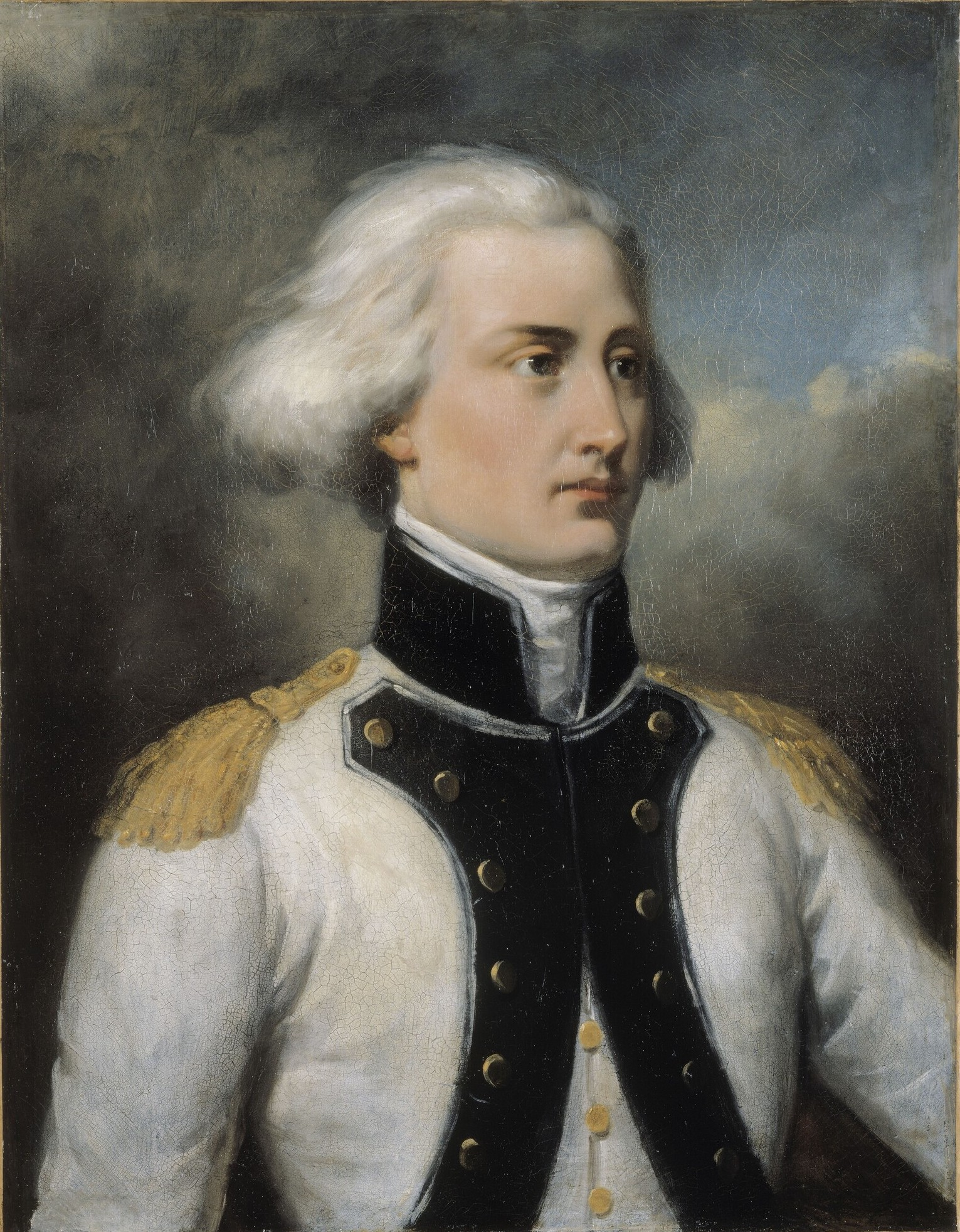
Монсей, 1792

 Бойові дії велися із змінним успіхом, проте Жанно отримав звання полковника у 1793 році. У 1794 році завдяки рішучих дій Жанно французи здобули переконливу перемогу над іспанцями у битві при Андаї. За цю звитягу він отримав 18 лютого звання бригадного генерала, пропустивши звання бригадира. 9 червня того ж року стає дивізійним генералом.
У 1794 року Жанно де Монсею було запропоновано очолити піренейську армію замість генерала Жака Мюллера, але Бон-Андре відмовився, пославшись на брак необхідного досвіду. Але все ж 9 серпня Жанно було призначено очільником армії. Незабаром він рушив у похід до Іспанії, де звитяжно й успішно діяв в областях Наварра та Біскайя. Тут Жанно захопив міста Ондаррибія, Пасая, Сан-Себастьян, Вільябона, Толоса, Елізондо. Уся кампанія тривала 5 днів. За цей час було захоплено численні бойові припаси та багато полонених. 17 жовтня Жанно завдав поразки іспанцям при Орбайцеті, після чого захопив Памплону й усю Наварру. Згодом завдав поразки іспанцям при Урречу й захопив м.Більбао з великою кількістю військового майна. У 1795 році Жанно де Монсей уклав з іспанцями перемир'я, після чого повернувся до Франції.
У 1795 році призначається очільником військ у Бретані, де виконував завдання з упокорення області, де діяли роялісти. У 1796 році призначається командувачем 11 дивізії у Байонні. Після заколоту 18 фрюктидора (4 вересня 1797 року) Жанно підозрювали у прихильності до роялістів, тому звільнили з армії. Лише у 1799 році його було повернуто до армії.

### На службі у Наполеона
Підтримав заколот 18 брюмера. За це отримав командування над 15 дивізією у Ліоні. 1799 році брав участь у бойових діях у Швейцарії, згодом приєднався до Італійської армії, перейшовши через перевал Сен-Готард. Тут Жанно відзначився у битвах за Ломбардію. Після підписання перемир'я у 1800 році він захопив область на півдні Швейцарії — Вальтеліну. Згодом продовжував воювати проти австрійців з перемінним успіхом. У 1801 році призначається очільником департаменту Огліо і Адда, а 3 грудня того ж року відкликається до Парижа, де стає генеральним інспектором поліції.
У 1803 році супроводжував Наполеона Бонапарта до Нідерландів, у 1804 році стає членом сенату. Після оголошення Бонапарта імператором Жанно де Монсей отримав звання маршала. У 1805 році нагороджено великим хрестом ордена Почесного легіону. У 1808 році отримує титул герцога Конельяно.

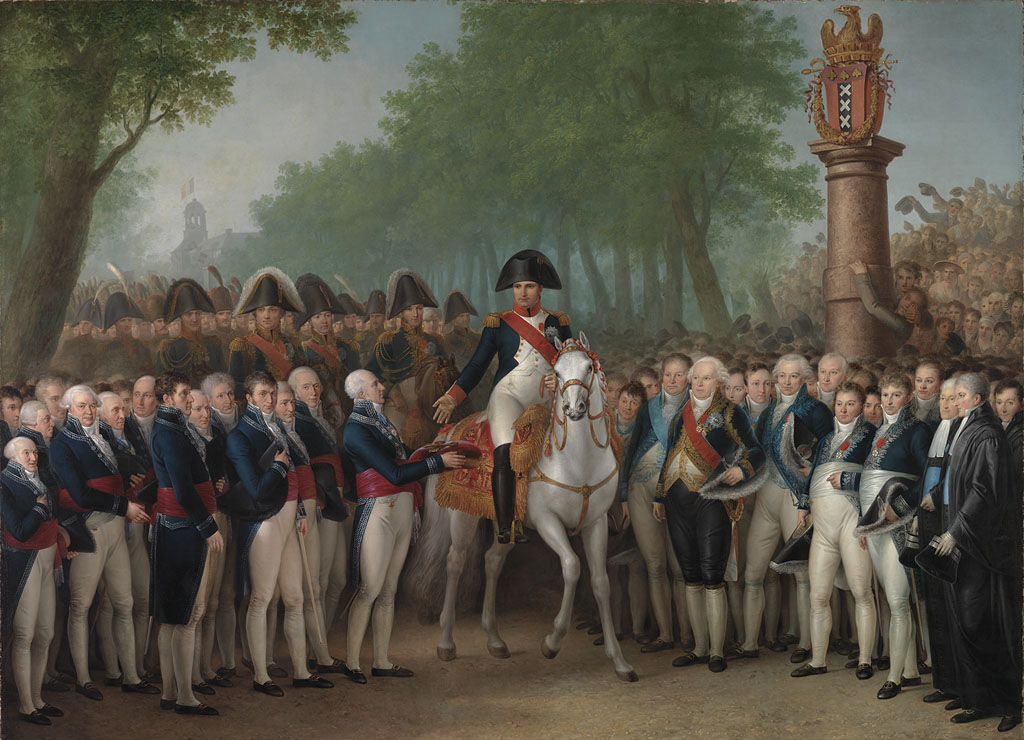
Монсей супроводжує Наполеона в його свиті під час в'їзду до Амстердаму 9 жовтня 1811 року

У 1808—1809 роках брав участь в Іспанській кампанії. Спочатку з легкістю захопив північні провінції, потім рушив до Кастилії. Після повстання у Мадриді Жанно було спрямовано до Валенсії. Проте він не зміг захопити це місто, через деякий час відступивши до Мадриду. Брав участь у битві при Туделі, де іспанці зазнали поразки. Після чого очолив облогу Сарагоси, яку захопив 2 січня 1809 року.
У 1809 році Жанно де Монсея було спрямовано до Нідерландів, щоб попередити просуванню англійських військ, що висадилися на узбережжі. У 1811 році очолив резерв Північної армії.
Не схвалював ідею Наполеона I щодо походу проти Росії. Тому залишився у Франції під час військової кампанії 1812 року. Лише у 1814 році Жанно було призначено очільником Національної гвардії. На її чолі мужньо захищав Париж від військ союзників.
Після зречення Наполеона I повернувся до Парижу, де отримав підтримку графа Артуа (майбутнього короля Карла X). У 1814 році отримав посаду державного міністра, орден Святого Людовика, звання пера Франції. Втім під час Ста днів Наполеона підтримав останнього. Але не був учасником військової кампанії 1815 року. По поверненню Бурбонів його було позбавлено перства. Жанно відмовився від участі у суді над маршалом Неєм. За це його було позбавлено звання маршала та засуджено до 3 місяців ув'язнення у фортеці Хем. Втім, голова фортеці відмовився саджати Жанно у камеру, тому весь час де Монсей знімав номер у готелі поблизу фортеці.

### Останні роки
У 1816 році повернувся до Парижа, де знову отримав титул герцога та звання маршала. У 1819 році після амністії знову стає пером Франції. У 1820 році очолив 9 дивізія. Того ж року стає кавалером ордена Святого Духа.
У 1823 році очолював 4 корпус в експедиційній армії Людовика Бурбона, герцога Ангулемського, відправленого для придушення повстання в Іспанії. Його корпус діяв у Каталонії. Тут завдав поразки республіканцям при Таррагоні, а після тривалої облоги захопив Барселону. За це отримав великий хрест королівського військового ордену Святого Людовика та велику стрічку ордена Святого Володимира першого класу (від російського імператор Олександра I). Під час коронації Карла X ніс меч.
Під час Липневої революції 1830 року підтримав Луї-Філіппа I. За це отримав посаду голови генеральної ради департамента Ду. 17 грудня 1833 році його було призначено губернатором Дому Інвалідів. Помер на цій посаді 20 квітня 1842 року.

## Родина

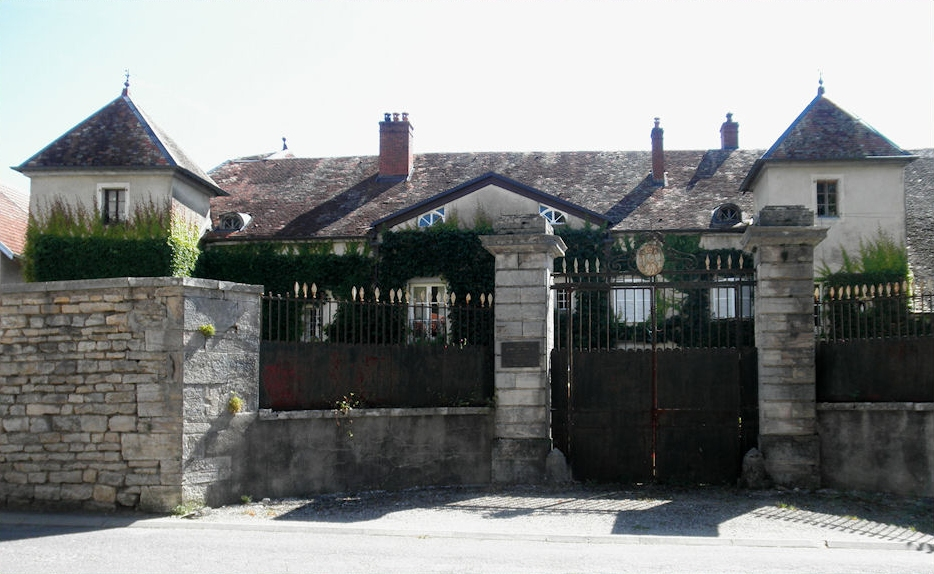
Шато Монсей у Монсеї, департамент Ду

Дружина — Шарлота Ремійє (1761–13 травня 1842)
Діти:
- Анна-Франсуаза (1791–1842) — дружина Луї-Шарля Бурлона де Шевіньє, що від 23 березня 1819 отримав право називатися де Монсей, мала сина;
- Бон-Марі (1792–1817) — граф Монсей, граф Конельяно, загинув у віці 25 років від нещасного випадку на полюванні,[3] був бездітним та неодруженим;
- Бон-Луї-Наполеон (1802–1805) — помер у віці 3 років;
- Жанна-Франсуаза-Елєн (1807–1852) — дружина Альфонса Дюшесне де Жильвуазана, 2-го герцога Конельяно, мала сина.

## Нагороди
- Орден Почесного легіону (Франція);
- Орден Возз'єднання (Франція);
- Орден Святого Людовіка (Франція);
- Орден Залізної Корони;
- Орден Карлоса III (Іспанія);
- Імператорський орден Святого Рівноапостольного князя Володимира (Російська імперія).